# افتراق ساختاری کورزیبسکی

## افتراق ساختاری
یک نمودارعینی یا مدل سه بعدی بیان‌گر فرایندهای انتزاعی دستگاه عصبی آدمی است. از یک نظر، آن به عنوان یک تختۀ سوراخدار با برچسب‌هایش شناخته می‌شود که توسط آلفرد کورزیبسکی ساخته شده بود که در 25 می سال 1925 برندۀ بورس تحقیقاتی در آمریکا شد. این ابزار به عنوان یک ابزار آموزشی در معنی‌شناسی عمومی به کار می‌رود و نشان‌گر آن است که دانش یا آگاهی آدمی در بارۀ اشیاء جزئی و نه کلی است.

محتویات

مدل

معنی‌شناسی عمومی

مدل

افتراق ساختاری از سه بخش اصلی تشکیل شده است: سهمی که نشان‌گر حیطۀ فراتر از مشاهدات ما، یعنی: جهان خردمقیاس پویای اتم‌ها، الکترون‌ها، کوارک‌ها و .... است. جهانی که ما تنها از راه دانش آن را درک و استنتاج می‌کنیم. کورزیبسکی آن را به عنوان یک رویداد در جهت مقطع گذرای این فرایند معرفی می‌کند. بنابراین، به عنوان نمونه، این رویداد یا سهمی در هر لجظه اشیاء خردمقیاس سازندۀ یک سیب ر نشان می‌دهد. به سخن دیگر، این سهمی علت بیرونی تجربیات ما را نشان می‌دهد. قرص که معرف بازخورد غیرکلامی دستگاه عصبی ما نسبت به اشیاء خردمقیاس است، مانند: سیبی که ما آن را مشاهده می‌کنیم، به دست می‌گیریم و گاز می‌زنیم که همه ناشی از سطح غیرکلامی تجربۀ ما است. این قرص نشان‌گر تجربۀ ما از جهان پیرامون‌مان در برابر آنچه واقعاً پیرامون ما قرار دارد است. برچسب‌ها (معمولاً هفت یا هشت تا هستند که در یک زنجیره به هم متصل می‌شوند و برچسب پایانی به پشت سهمی می‌چسبد، اما ما تنها یک برچسب را مشاهده می‌کنیم) که به شکل برچسب‌های یک چمدان  هستند و معرف جهان ایستای واژگان‌اند. به عنوان نمونه، واژۀ سیب توجیه ناقصی از واقعیت پویا را می‌دهد. شیء‌ای که نامش سیب است اگر چند ماه در یک کوزه بماند تبدیل به یک مادۀ گندیده می‌شود. (به علت ساختار خردمقیاس پویای نهفتۀ آن)، اما برچسب و نام سیب هیچ تغییری نمی‌کند. واژۀ (استیک) در یک نظم کلامی پائین‌تر ممکن است به (چیز خوردنی) در یک نظم کلایم بزرگ‌تر اطلاق شود، اما قلمرو خردمقیاس آن یا یک استیک معین ممکن است توسط سم آلوده شده باشد که به وسیلۀ باکتری‌های مضری که تنها در سطح خردمقیاس می‌توانیم آن‌ها را مشاهده کنیم تولید شده باشد. بنابراین، افتراق ساختاری یک پایگان مرتب را می‌سازد که در مرتبۀ نخست آن قلمروی خردمقیاس تغییرات پویا و سپس جهان نسبتاً پایدار انتقال یافته توسط حواسّ ما و سرانجام سطوح کلامی قرار دارند. برچسب چیزی است که به یک تجربۀ غیرکلامی می‌چسبد تا آن تجربه را از لحاظ کلامی مشخص کند. وقتی ما یک سیب را تعریف می‌کنیم، تجارب غیرکلامی فراوانی را به این تعریف نسبت می‌دهیم. سوراخ‌های مشخص شده در شکل‌ها معرف ویژگی‌هائی هستند که در هر سطح وجود دارند. این ویژگی‌ها که به سطح بعدی انتزاع می‌شوند، توسط رشته‌های به هم پیوسته‌ای نشان داده می‌شوند. رشته‌هائی که آن را به سطح بعدی متصل نمی‌کنند، نشان‌گر ویژگی‌هائی هستند که بیرون از تجریدهای ما باقی مانده‌اند. سوراخ‌های کاملاً فاقد رشته نیز همین‌گونه‌اند. موارد بیرون از تجرید ما در هر سطح به مراتب بیشتر از مورادی هستند که در سطح پیشین وجود دارند. 
افتراق ساختاری توسط کورزیبسکی به کار رفت تا نشان دهد که آدمی امور را از پیرامون خود تجرید می‌کند که این تجریدها ویژگی‌هائی را از خود بر جای می‌گذارند و این تجریدهای کلامی به طور نامحدودی خود را از طریق نظم‌ها یا سطوحی تولید می‌کنند که توسط هفت یا هشت برچسب (که مقیاس‌های نمادین‌سازی سطوح بالاتر مورد نظر ما دلبخواهی هستند) در یک زنجیره مرتب شده‌اند. بر اساس عقیدۀ او، بالاترین و قابل اعتمادترین تجریدها در یک زمان توسط دانش ساخته می‌شوند. (به عنوان نمونه، دانش ماهیت و خطر باکتری‌ها را به ما انتقال می‌دهد) و به همین دلیل هم هست که او آخرین برچسب را به پشت سهمی چسبانده است. تنها دانش است که به ما می‌گوید که قلمرو خردمقیاس وجود دارد و در معنی‌شناسی عمومی این سهمی معرف آن قلمرو است.
در معنی‌شناسی عمومی ترتیب طبیعی ارزش‌گذاری ناشی از ترتیب‌های پائین‌تر تجریدها تا ترتیب‌های بالاتر تجریدها است و به یک چرخۀ بی‌پایان باز می‌گردد. در این چرخه‌ها ما پیش از آن که به ترتبیب بعدی حرکت کنیم، به عنوان نمونه: پیش از طرح سخن یا نظریه، به صورت متناوب یا پسایندی به (آرامش سطوح عینی: سطوح خودمان) بارمی‌گردیم

معنی‌شناسی عمومی

مفهوم معنی‌شناسی عمومی توسط کورزیبسکی پایه‌گذاری شده است که نخست با انتشار کتاب (مردانگی بشر) در سال 1921 آنگاه کتاب (دانش و شعور) به سال 1933 معرفی گردید. برخی از ایده‌های او توسط ساموئل ایچی هایاکاوا در کتاب (زبان در عمل) به سال 1941 (که بعدها به زبان در اندیشه و عمل تغییر کرد) متداول شد.
مجلۀ «مروری بر معنی‌شناسی عمومی» که در سال 1943 تأسیس شد تأثیرگذار بود. نام این مجله (ETC) گونه‌ای بازی با یک مفهوم اساسی در نظریۀ کورزیبسکی بود که بر اساس آن نام‌ها یا توصیفات به هیچ وجه تمامی ویژگی‌های یک شیء را انتقال نمی‌دهند (به عنوان نمونه: واژۀ استیک احتمال باکتری مضر را نمی‌رساند). ما به ندرت از توصیف اشیاء با یکدیگر خودداری می‌کنیم، اما می‌توانیم در نظر داشته باشیم که به هر اسم یا توصیفی واژۀ (و غیره) را ملحق کنیم تا نشان دهد که آن برچسب تنها زیرمجموعه‌ای از مجموعۀ کامل احتمالات است. همواره مطالب زیادی هست که می‌توان در بارۀ هر چیز گفت. مجلۀ (ETC) توسط هایاکاوا که استاد دانشگاه دولتی سانفرانسیسکو و عضو مجلس سنای آمریکا بود در زمان ریاست کارتر تأسیس شد. کتاب (زبان در اندیشه و عمل) او به چندمین چاپ خود رسید که با خلط واژگان با واقعیت ارتباط دارد. این اثر هایاکاوا با رویداد پخش تلویزیونی همزمان شد و حاوی اخطارهائی علیه خطرات واقعیت مجازی بود که تلویزیون نمونۀ مجسم آن است.

منابع:

1. ↑  «structural differential». wikipedia. free Encyclopedias.

- Korzybski, A. (1933) Science and Sanity: An Introduction to Non-aristotelian Systems and General Semantics. Institute of General Semantics.
- Hayakawa, S. I. (1978) Language in Thought and Action. Harcourt; 4th Ed.

آ. کورزیبسکی (1933) دانش و شعور: مقدمه ای بر دستگاه ناارسطوئی و معنی شناسی عمومی: مؤسسۀ معنی شناسی عمومی

س. آی. هایاکاوا (1978): زبان در اندیشه و عمل: هارکورت، ویرایش چهارم